# 中国龙舟协会
中国龙舟协会是中华人民共和国龙舟运动从业者和爱好者等组成的全国性体育组织，由中华全国体育总会领导，成立于1985年，会址位于北京市。